# Walter Schimana
Walter Schimana, né le 12 mars 1898 à Troppau (Autriche-Hongrie) et mort le 12 septembre 1948 à Salzbourg (Autriche), est un officier SS autrichien pendant la Seconde Guerre mondiale. 
Höhere SS- und Polizeiführer en Grèce occupée à partir d'octobre 1943, il est responsable de nombreux crimes de guerre et d'atrocités commises dans les territoires occupés. Arrêté par les Alliés après la guerre, il se suicide dans sa cellule avant son jugement.

## Carrière
Schimana devient membre du Parti Nazi le 7 décembre 1926 et rejoint le groupe paramilitaire SA à Munich. En 1934, il travaille dans la Schutzpolizei avec le grade de Hauptmann. En 1936, il est transféré à la gendarmerie. Après l'Anschluss, il est transféré au siège de la Police à Vienne en tant que Commandant de la gendarmerie motorisé en l'Autriche. Le 15 août 1939, il entre dans la SS avec le grade de Standartenführer. 
Lorsque la guerre éclate, il prend le commandement d'un bataillon de gendarmerie en Pologne, en France tout en travaillant dans le Generalgouvernement de la Pologne jusqu'en 1940. Il dirige différentes écoles de la gendarmerie motorisée et travaille ensuite dans le bureau principal du Hauptamt Ordnungspolizei de 1940 à 1941.
Le 4 septembre 1941, il est nommé Höhere SS- und Polizeiführer dans la région de Saratov, puis attaché au personnel de la haute direction SS en Russie centrale jusqu'en juillet 1942, participant aux opérations de sécurité arrière. Du 21 juillet 1942 au 15 juillet 1943, il est HSSPF de Biélorussie , basé au siège de Minsk. Relevant Friedrich Jeckeln, il devient responsable de formation des bataillons Schutzmannschaft (police de collaboration). Par la suite, il suit une formation de commandant divisionnaire et est nommé commandant de la nouvelle division SS Galicia jusqu'en octobre 1943.

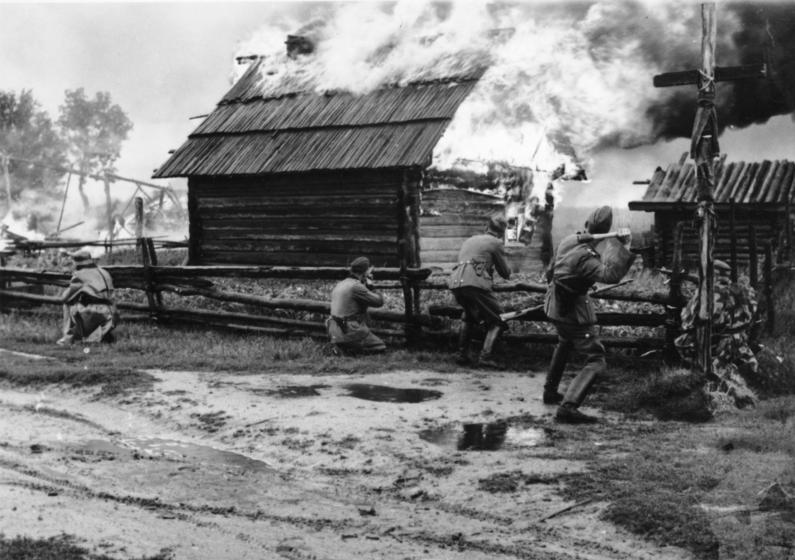
Unité de l'OrPo sous le commandement de Schimana détruisant un village en Union soviétique en 1942.

Le 18 octobre, Schimana est nommé HSSPF en Grèce en remplaçant Jürgen Stroop, poste qu'il occupera jusqu'au retrait des forces allemandes du pays en septembre–octobre 1944. Durant cette période, il est activement engagé dans la persécution des Juifs de Grèce et dans la lutte contre les mouvements de résistance grecque. Après le retrait des allemands, il est nommé HSSPF du secteur du Danube, siégeant à Vienne. Il occupe ce poste jusqu'à la capitulation allemande.
Capturé par les forces américaines puis emprisonné, il se pend dans sa cellule pour échapper à tout jugement.